# Петро Тима
Петро Тима (пол. Piotr Tyma; нар. 4 травня 1966, Шпротава, Польща) — голова Об'єднання українців у Польщі (з 19 лютого 2006), голова Ради електронних мас-медій національних і етнічних меншин Польщі (з 2002 р.), член Спільної комісії уряду РП та національних і етнічних меншин.
Член Комісії з прав людини Світового конґресу українців, редакційної колегії тижневика «Наше слово» та часопису «Український альманах», член Польсько-Українського Форуму.

## Біографія
Випускник Загальноосвітнього ліцею № 4 (1985) з українською мовою навчання (Легниця) та філологічно-історичного факультету Ґданського університету, маґістр історії. Журналіст, публіцист, з початку 1990-х років займається питаннями польсько-українських взаємин.
1990–1994 — секретар редакції українського часопису «Зустрічі».
З жовтня 1995 р. співпрацює з Польським телебаченням у Варшаві як реалізатор і випусковий редактор програми «Теленовини», автор кількох телерепортажів про польсько-українські взаємини.
Публікувався у католицькому тижневику Tygodnik Powszechny, тижневику «Політика і культура» (Київ), щомісячнику «Новая Польща», журналах «Зустрічі», «Сон і мисль» щорічнику «Український альманах».
Редактор українського тижневика «Наше слово» (Варшава). Співпрацює зі щомісячником «UiZ» (Прага).
Співавтор книги «Багато облич України» (2005), яка містить 25 інтерв'ю, присвячених ідентичності сучасної України.
Орден «За заслуги» III ступеня (2006).